# Trent McClenahan
Trent McClenahan (né le 4 février 1985 à Chipping Norton) est un ancien footballeur australien qui évoluait en tant qu'arrière droit.
McClenahan a honoré une douzaine de sélections avec l'Olyroos et a représenté l'Australie aux Jeux olympiques de Pékin.
McClenahan était un étudiant au lycée de sports de Westfields et a joué pour plusieurs équipes locales de jeunes. À l'âge de 16 ans, il a quitté l'Australie et a signé pour le West Ham United Football Club. Il a fait ses débuts en championnat contre Crewe en août 2004. Il partit en prêt à Milton Keynes en mars 2005, prolongé pour la saison 2005-06. Il a été libéré par West Ham à la fin de la saison et signé pour Hereford United en août 2006. Il s'est imposé dans l'équipe première en position d'arrière droit. Il lui a été offert un nouveau contrat, mais la date limite est passée sans que McClenahan contacte le club. Malgré la volonté du manager-président d'Hereford United, Graham Tuner, de le conserver dans son effectif, il a signé pour l'Hamilton Academical le 19 septembre 2008.

## Carrière internationale
Il est également le capitaine des moins de 20 ans de l'Australie et faisait partie de l'effectif pour la Coupe du monde 2005, il a joué dans chacun des 3 matchs. En novembre 2006 il a été appelé pour jouer avec l'équipe première pour le match contre le Ghana. Il a été rappelé dans l'équipe d'Australie des moins de 23 ans, et a été capé 12 fois jusqu'ici. Le 4 juillet 2008, sa place dans l'équipe d'Australie aux Jeux olympiques de Pékin a été confirmé.